# Operazione Maglio 3
L'operazione Maglio 3 è stata un'operazione di polizia avvenuta in Italia, in Liguria nei confronti di esponenti della 'ndrangheta radicati in quella regione.
L'indagine è nata come segmento della più ampia indagine il Crimine, svoltasi a Reggio Calabria nel 2010. Al termine dell'operazione gli indagati erano 40, di cui 12 sono stati sottoposti a custodia cautelare in carcere perché accusati di associazione per delinquere di stampo mafioso.
La sentenza di primo grado del tribunale di Genova del 9 novembre 2012 ha assolto tutti gli imputati per mancata sussistenza del fatto di reato, risultato che è stato confermato dalla Corte di appello di Genova il 19 febbraio 2016.

## L'operazione Crimine e la nascita di Maglio 3
L'operazione “il Crimine” è una maxi-operazione contro la 'Ndrangheta calabrese e le collegate cosche milanesi; le indagini sono state svolte dalla Direzione distrettuale antimafia di Reggio Calabria, coordinata a quella della Procura di Milano, e sono culminate con l'arresto, e successiva condanna, di più di duecento persone, colpevoli di reati quali omicidio, traffico di sostanze stupefacenti, ostacolo del libero esercizio del voto, riciclaggio di denaro proveniente dalle attività illecite quali corruzione, estorsione e usura: tutti reati resi possibili in forza dell'associazione per delinquere di stampo mafioso, accusa comune a tutti gli imputati, e su cui si è concentrata l'azione investigativa.
Durante lo svolgimento delle indagini, la Direzione distrettuale antimafia di Reggio Calabria accerta incontri tra Domenico Gangemi, proprietario di un negozio di frutta e verdura a Genova, e altri soggetti appartenenti alle 'ndrine calabresi.
In agosto viene registrato un colloquio in un agrumeto tra Gangemi e Oppedisano; i due parlano della 'ndrangheta in Liguria e questo fa supporre agli inquirenti che Gangemi avesse un ruolo di spicco nell'associazione ligure.

## Le indagini
La Direzione distrettuale antimafia di Genova inserisce un'intercettazione ambientale nel negozio di frutta e verdura di Domenico Gangemi. Vengono così registrate numerose conversazioni, sia con altri esponenti della 'ndrangheta sia con diversi 
politici liguri. Gli inquirenti vengono a conoscenza di un summit di Paolo Nucera, uno degli indagati, che si tiene il 16 marzo 2010 a Lavagna all’Hotel Ambra; durante il ritorno in macchina un'intercettazione ambientale registra una conversazione particolarmente significativa tra Gangemi e Angelo Conditorio, anch’esso indagato nel processo Maglio 3. 
Sempre grazie alle intercettazioni gli inquirenti sono in grado di ricostruire i rapporti con i politici liguri.
In particolare vengono a conoscenza del sostegno che diversi membri dell’associazione riservano ai candidati per le regionali liguri del 2010, le quali vedono diversi casi di inquinamento del voto. Emblematico il caso del candidato Praticò che perde le elezioni per 500 voti nulli, nonostante le istruzioni dettate per una corretta compilazione della scheda elettorale rinvenute nelle intercettazioni. Praticò rimane attualmente ancora indagato per corruzione elettorale insieme ad Alberto Saso, consigliere regionale anch’egli in rapporti con Mimmo Gangemi. 
Le indagini della Divisione Distrettuale Antimafia si concludono, però, dopo soli sei mesi. Dopo aver intercettato una riunione a Bosco Marengo, in cui i partecipanti si danno appuntamento al mese seguente, l’informativa del Ros contenente la trascrizione di questi nastri viene rinvenuta nei pressi della Procura di Genova da un cronista de Il Secolo XIX, che pubblica un articolo contenente nomi e cognomi degli indagati. Dopo una perquisizione nella sede del giornale, viene rinvenuto il fascicolo dei carabinieri. Il giornalista viene indagato per “pubblicazione arbitraria di atti di un procedimento penale”, una contravvenzione punita con l’arresto sino a 30 giorni e la multa sino a 258 € (art 684 c.p.). Non si parla di rivelazione di segreti di ufficio (art 326 c.p.) poiché non risulta che nessun pubblico ufficiale abbia fornito tale informativa al giornalista; infatti pare che egli l’abbia trovata autonomamente in una fotocopiatrice dove era stata per sbaglio abbandonata. 
Con il successivo arresto di Mimmo Gangemi, nel luglio 2010, l’indagine viene ufficialmente conclusa.

## Il processo di primo grado
La sentenza di primo grado per l'operazione Maglio 3 viene emessa dal Tribunale di Genova il 9 novembre 2012. In tale occasione il GUP Carpanini pronuncia il dispositivo di assoluzione nei confronti degli imputati, detenuti in carcere, accusati di far parte, insieme a Domenico Gangemi, dell'associazione mafiosa denominata 'ndrangheta, in particolare dei locali di Genova, Ventimiglia, Lavagna e Sarzana. 
“La contestazione fatta dai PM non riguarda la generica partecipazione alla 'ndrangheta, la cui esistenza è stata incontrovertibilmente riconosciuta in Calabria e che ivi opera ed è radicata del territorio, bensì la partecipazione, con diversi ruoli, a quelle strutture di 'ndrangheta, i “locali”, stabiliti in Liguria, che in questa regione e nelle sue diverse articolazioni territoriali, dovrebbero aver riprodotto il modello organizzativo e operativo della casa madre. Quello che va ricercato in questo processo è l'esistenza di una realtà associativa, operante in Liguria, avente di per sé, al di là del nome, le caratteristiche proprie dell'associazione di stampo mafioso […] possa ritenersi provato che in territorio ligure si sia realizzata una struttura avente le caratteristiche di cui all'art. 416 bis del codice penale.”
L'accusa si fonda quasi esclusivamente su intercettazioni telefoniche che, tuttavia, presentano numerosi errori di trascrizione del perito del Tribunale. In particolare esso riporta in modo errato od omette particolari termini tecnici sintomatici del mondo 'ndranghetista.
I PM, inoltre, partono dal presupposto certo che la 'ndrangheta in Liguria esista e, quindi, danno maggior rilievo alla partecipazione dei soggetti imputati all'associazione stessa. Questa impostazione non viene accettata dal GUP, il quale dichiara che “Essere ‘ndranghetista, soprattutto al di fuori della Calabria dove realmente la ‘ndrangheta permea ogni aspetto della vita sociale ed economica, non vuol dire necessariamente, in assenza di concrete dimostrazioni in fatto, fare lo ’ndranghetista, contribuendo al perseguimento delle finalità criminali del sodalizio, il che presuppone, come si è detto, la concreta verifica del reale inserimento organico, dell’operatività del singolo sodale e della sua messa a disposizione per il perseguimento dei fini e con le modalità propri dell’associazione mafiosa e, quindi, nella piena consapevolezza di detti fini e modalità che devono entrare nella sfera della sua rappresentazione volitiva”.
Per tali motivi assolve gli imputati per non sussistenza del fatto, ai sensi dell’art. 530 capoverso c.p.p., che si utilizza quando la prova «manca, è insufficiente o contraddittoria».

## Il processo di secondo grado
Il 19 febbraio 2016 la Corte d’appello di Genova ha emesso la sentenza di secondo grado del processo Maglio 3, in cui è stata confermata l’assoluzione per tutti gli imputati, ritenuti non colpevoli per non sussistenza del fatto.

## Il nuovo appello
La Corte di cassazione nel 2017 chiede che venga rifatto il processo d'appello e ad ottobre 2018, il predetto, condanna i 9 presunti ndranghetisti affiliati ai Locali di Genova, Ventimiglia e Lavagna in particolare: Onofrio Garcea, Lorenzo Nucera, Rocco Bruzzaniti, Raffaele Battista, Antonino Multari, Michele Ciricosta, Benito Pepè, Fortunato Barillaro e Francesco Barilaro.
Gli avvocati dichiarano che faranno ricorso alla Corte europea dei diritti dell'uomo di Strasburgo per la definizione di "mafia silente".

## Operazione Albachiara: il processo gemello
Il processo Albachiara evidenzia le vicinanze non solo geografiche tra Liguria e Piemonte, arrivando tuttavia a una sentenza di condanna da parte della Corte di cassazione nei confronti di soggetti che erano soliti frequentare la Liguria, indagati proprio nell’ambito di Maglio 3, prima di passare, per ragioni di competenza, ai giudici piemontesi.
Il 6 ottobre 2012 il Tribunale di Torino, nella persona del GUP Scarabello, assolveva gli imputati dal reato di associazione mafiosa per assenza di concreto esercizio del metodo mafioso, anticipando l’esito di Maglio 3: in entrambi i casi venne raggiunta la prova dell’esistenza di un sodalizio di origine calabrese, caratterizzato da segretezza, rituali di affiliazione e distribuzione di cariche, ma non sussistenza di un vero e proprio esercizio dell’attività mafiosa. 
Un anno dopo però, la Corte d'appello di Torino riformava la sentenza del giudice di primo grado, condannando tutti gli imputati, con pene da 3 anni e mesi 1 sino a 7 anni e mesi 6.
Infine, il 3 marzo 2015, la Corte di cassazione ha confermato quasi integralmente la pronuncia di secondo grado; con motivazioni che segnano un punto di svolta nell’interpretazione della norma di cui all’art. 416 bis c.p.
La Cassazione chiarisce gli elementi idonei a ricondurre determinate aggregazioni a tale norma, in particolare con riferimento alla cd. mafia silente, ovvero a quelle organizzazioni “che non si siano ancora manifestate all’esterno con le imprese delinquenziali in vista delle quali sono state concepite e, quindi, non abbiano ancora modo di proiettare all’esterno la forza intimidatoria di cui sono capaci”.
Sentenza Corte di Cassazione, Sez. V, 3 marzo 2015	
La Cassazione inizialmente vaglia un indirizzo che pretende la manifestazione esterna del metodo mafioso e la percezione collettiva di un alone di intimidazione diffuso. Poi una diversa impostazione, per cui è sufficiente la capacità potenziale di sprigionare la carica intimidatoria, una volta accertata l'esistenza di una cellula malavitosa, intimamente connessa ad una più ampia organizzazione.
Tali interpretazioni, ad avviso del Collegio, non sarebbero adeguate per la situazione in esame e porterebbero a un risultato incerto; per tale motivo ritiene opportuno interpretare l'art. 416 bis c.p. alla luce della natura più profonda della 'ndrangheta in relazione al contesto sociologico in esame. Pertanto la Corte sentenzia “pretendere che, in presenza di simile caratterizzazione delinquenziale, con confondibile marchio di origine, sia necessaria la prova della capacità intimidatoria o della condizione di assoggettamento e omertà è, certamente, un fuor d'opera. E infatti l'immagine di una ‘ndrangheta cui possa inerire un metodo “non mafioso” rappresenterebbe un ossimoro […] Il baricentro della prova deve, allora, spostarsi sui caratteri precipui della formazione associativa e, soprattutto, sul collegamento esistente – se esistente – con l'organizzazione di base". 
Si evince così una nuova e più chiara interpretazione dell'art. 416 bis, alla luce della quale è evidente la connessione degli esponenti piemontesi con l'organizzazione madre, dal momento che alcuni avevano presenziato a summit di rilevante importanza. Per tale motivo, si giunge a una sentenza di condanna.